# Sundaroa celaenostola
Sundaroa celaenostola är en fjärilsart som beskrevs av Collenette 1932. Sundaroa celaenostola ingår i släktet Sundaroa och familjen tofsspinnare. Inga underarter finns listade i Catalogue of Life.